# Omar Marmoush
Omar Marmoush (Caïro, 7 februari 1999) is een Egyptisch voetballer die doorgaans als aanvaller speelt. Hij verruilde Eintracht Frankfurt in januari 2025 voor Manchester City. Marmoush debuteerde in 2021 als international in het Egyptisch voetbalelftal.

## Carrière

### VfL Wolfsburg
Marmoush debuteerde in het profvoetbal bij Wadi Degla in de Egyptische Premier League. Hier speelde hij tot hij in 2017 op achttienjarige leeftijd werd aangetrokken door VfL Wolfsburg. Hij kwam daarna drie jaar uit voor het tweede elftal van de Duitse club. Marmoush debuteerde op 26 mei 2020 in de hoofdmacht van Wolfsburg, in een met 1–4 gewonnen wedstrijd in de Bundesliga uit bij Bayer Leverkusen. Hij maakte in augustus van dat jaar ook zijn debuut in de Europa League, tegen FK Sjachtar Donetsk.
Marmoush brak niet meteen door bij Wolfsburg. De club verhuurde hem daarom in januari 2021 aan FC St. Pauli. Hiermee speelde hij de rest van het seizoen in de 2. Bundesliga. Hier scoorde hij zeven wedstrijden in 21 wedstrijden. Gedurende 2021/22 volgde een jaar op huurbasis bij VfB Stuttgart, op het hoogste niveau. Hier scoorde hij in zijn Bundesliga-debuut voor Stuttgart zijn eerste doelpunt op het hoogste niveau van Duitsland, tegen Eintracht Frankfurt. Hij zou in totaal drie goals scoren voor Stuttgart.
Toen hij in juli 2022 terugkeerde bij Wolfsburg was daar net Niko Kovač aangesteld als nieuwe coach. Die liet hem in 2022/23 vrijwel iedere speelronde spelen, waarvan vijftien keer als basisspeler. Op 30 juli scoorde hij in de DFB-Pokal tegen Carl Zeiss Jena zijn eerste doelpunt voor het eerste van Wolfsburg, in zijn dertiende wedstrijd sinds hij er vijf jaar geleden arriveerde. Op 1 oktober scoorde hij tegen zijn vorige club Stuttgart zijn eerste Bundesliga-doelpunt voor Wolfsburg. Het was een van zes treffers die hij dat seizoen in alle competities maakte.

### Eintracht Frankfurt
Marmoush verruilde Wolfsburg in juli 2023 transfervrij voor Eintracht Frankfurt. Hier tekende hij voor vier jaar. Op 13 augustus debuteerde hij in de beker met een doelpunt tegen Lokomotive Leipzig. Op 27 augustus maakte hij tegen FSV Mainz 05 zijn eerste competitiedoelpunt namens Eintracht, dat dat seizoen ook meedeed aan de Conference League. In vier van de vijf poulewedstrijden waarin Marmoush meedeed, scoorde hij. Hij was goed voor zeventien doelpunten en zes assists in 41 wedstrijden in alle competities.
Deze vorm nam hij mee naar het volgende seizoen. Na zeven speelrondes stond hij op negen goals en vier assists. Ook in de Europa League scoorde hij vier goals in zes groepswedstrijden voor de winterstop. Deze ging hij in met achttien goals en twaalf assists in 24 wedstrijden: dit was nu al zijn beste seizoen qua cijfers.

### Manchester City FC
Op 23 januari 2025 kondigde Premier League club Manchester City de ondertekening van Marmoush aan voor een vier-en-een-half-jaar deal voor een gerapporteerde vergoeding van £ 59 miljoen.

## Clubstatistieken
| Seizoen | Club                | Competitie        | Competitie | Competitie | Beker | Beker | Internationaal | Internationaal | Totaal | Totaal |
| Seizoen | Club                | Competitie        | Wed.       | Dlp.       | Wed.  | Dlp.  | Wed.           | Dlp.           | Wed.   | Dlp.   |
| ------- | ------------------- | ----------------- | ---------- | ---------- | ----- | ----- | -------------- | -------------- | ------ | ------ |
| 2016/17 | Wadi Degla          | Premier League    | 15         | 2          | 2     | 1     | —              | —              | 17     | 3      |
| 2017/18 | VfL Wolfsburg II    | Regionalliga Nord | 14         | 1          | —     | —     | —              | —              | 14     | 1      |
| 2018/19 | VfL Wolfsburg II    | Regionalliga Nord | 5          | 0          | —     | —     | —              | —              | 5      | 0      |
| 2019/20 | VfL Wolfsburg II    | Regionalliga Nord | 15         | 9          | —     | —     | —              | —              | 15     | 9      |
| 2019/20 | VfL Wolfsburg       | Bundesliga        | 5          | 0          | 0     | 0     | 1              | 0              | 6      | 0      |
| 2020/21 | VfL Wolfsburg       | Bundesliga        | 1          | 0          | 2     | 0     | 1              | 0              | 4      | 0      |
| 2020/21 | VfL Wolfsburg II    | Regionalliga N.   | 2          | 1          | —     | —     | —              | —              | 2      | 1      |
| 2020/21 | → FC St. Pauli      | 2. Bundesliga     | 21         | 7          | 0     | 0     | —              | —              | 21     | 7      |
| 2021/22 | VfL Wolfsburg       | Bundesliga        | 2          | 0          | 0     | 0     | —              | —              | 2      | 0      |
| 2021/22 | → VfB Stuttgart     | Bundesliga        | 21         | 3          | 0     | 0     | —              | —              | 21     | 3      |
| 2022/23 | VfL Wolfsburg       | Bundesliga        | 33         | 5          | 3     | 1     | —              | —              | 36     | 6      |
| 2023/24 | Eintracht Frankfurt | Bundesliga        | 29         | 12         | 3     | 1     | 9              | 4              | 41     | 17     |
| 2024/25 | Eintracht Frankfurt | Bundesliga        | 17         | 15         | 3     | 1     | 6              | 4              | 26     | 20     |
| 2024/25 | Manchester City     | Premier League    | 9          | 5          | 2     | 1     | 2              | 0              | 13     | 6      |
| Totaal  | Totaal              | Totaal            | 189        | 60         | 15    | 5     | 19             | 8              | 223    | 73     |

Bijgewerkt op 9 januari 2025.

## Interlandcarrière
Marmoush maakte deel uit van verschillende Egyptische nationale jeugdelftallen en nam in 2017 met Egypte –20 deel aan het Afrikaans kampioenschap –20 van 2017. Marmoush debuteerde op 8 oktober 2021 in het Egyptisch voetbalelftal. Bondscoach Carlos Queiroz gaf hem toen een basisplaats in een WK-kwalificatiewedstrijd tegen Libië. Hij schoot in de 49e minuut het enige doelpunt van de wedstrijden binnen. Queiroz nam Marmoush drie maanden later mee naar het Afrikaans kampioenschap 2021. Hij was basisspeler in alle zeven wedstrijden van de Egyptenaren tot en met de finale. Die verloren zijn ploeggenoten en hij na strafschoppen van Senegal.
3 Dias ·
5 Stones ·
6 Aké ·
7 Marmoush ·
8 Kovačić ·
9 Haaland ·
10 Grealish ·
11 Doku ·
14 Nico ·
16 Rodri ·
17 De Bruyne  ·
18 Ortega ·
19 Gündoğan ·
20 Silva ·
22 Reis ·
24 Gvardiol ·
25 Akanji ·
26 Savio ·
27 Nunes ·
31 Ederson ·
33 Carson ·
45 Xusanov ·
47 Foden ·
52 Bobb ·
66 Simpson-Pusey ·
82 Lewis ·
87 McAtee ·
97 Wilson-Esbrand ·
Coach: Guardiola
· Assistent-coach: Lillo
· Assistent-coach: Vicens
· Keeperstrainer: Wright